# Ryboły (Białoruś)
Ryboły (biał. Рыбалы, Rybały; ros. Рыбалы, Rybały) – wieś na Białorusi, w obwodzie grodzieńskim, w rejonie świsłockim, w sielsowiecie Niezbodzicze, przy granicy z Polską.

## Historia
W XIX i w początkach XX w. położone były w Rosji, w guberni grodzieńskiej, w powiecie wołkowyskim, w gminie Szymki.
W dwudziestoleciu międzywojennym leżały w Polsce, w województwie białostockim, w powiecie wołkowyskim, w gminie Jałówka. W 1921 miejscowość liczyła 34 mieszkańców, zamieszkałych w 20 budynkach, wyłącznie Polaków. 26 mieszkańców było wyznania prawosławnego i 8 rzymskokatolickiego.
Po II wojnie światowej w granicach Związku Sowieckiego. Od 1991 w niepodległej Białorusi.